# Debatteren (spel)
Debatteren (ook wel aangeduid als wedstrijddebatteren) gaat om het zo overtuigend mogelijk verdedigen of aanvallen van een stelling in een debat door een aantal teams. Argumenteren en presenteren spelen hierbij een belangrijke rol. Dit gebeurt volgens vooraf vastgestelde regels. Een jury bepaalt na afloop welk team gewonnen heeft en geeft daarbij feedback. In Nederland beoefenen vooral studenten de debatsport.

## Kenmerken van het wedstrijddebat
De verschillen tussen 'normaal' debatteren zoals dat plaatsvindt bij bijvoorbeeld verkiezingen en het 'wedstrijddebatteren' zijn legio. Enkele verschillen zijn:
- Vrijwel altijd mogen deelnemers niet kiezen of ze voor of tegen de stelling zijn: de organisatoren van het debat delen het in. Dit betekent dat debaters dus zowel voor als tegen elke willekeurige stelling moeten kunnen debatteren.
- Deelnemers krijgen maar een beperkte voorbereidingstijd. Op de meeste toernooien wordt per debat een voorbereidingstijd gehanteerd van 15 minuten en vaak mogen ze daarbij geen gebruik maken van het internet, alleen van zelf meegebracht schriftelijk materiaal. Soms zijn (enkele) stellingen al eerder bekend, over het algemeen echter moet men in 15 minuten een 'case' kunnen opbouwen.
- De jurering geschiedt bij over het algemeen door een jury en op basis van 'speltechnische' criteria. Meestal bestaat deze jury uit mensen die vroeger ook gedebatteerd hebben en die dus de regels van het spel goed horen kennen. Dit is echter geen vereiste.

Debatteren wordt hoofdzakelijk beoefend op scholen, hogescholen en universiteiten. Tevens zijn er door heel Nederland debatverenigingen, waarbij men zich kan aansluiten om daar het debatteren te beoefenen. Sinds november 2008 is er een overkoepelende landelijke organisatie die de zich inzet voor de promotie van het wedstrijddebatteren: De Nederlandse Debatbond.
Zoals een 'normaal' debat, bestaat een wedstrijddebat ook uit een aantal vaste elementen.

### De stelling
Er zijn 3 types stellingen voor een debat:
- De waardestelling, bijvoorbeeld "Moderne kunst is een schande."
- De beleidsstelling, bijvoorbeeld "Het gebruik van paddo's moet verboden worden."
- De definitiestelling, bijvoorbeeld "George Bush jr. is een dictator."

Voor het wedstrijddebatteren worden vrijwel altijd beleidsstellingen gebruikt. Een goede stelling voor een debat gaat over een ethische of politieke kwestie waar duidelijk voor- én tegenargumenten voor zijn. Waardestellingen en definitiestellingen lenen zich hier minder voor. Soms wordt als verrassingselement in een toernooi een ludieke beleidsstelling gebruikt. 

### De partijen
Er is minimaal één voorstander en minimaal één tegenstander. Het debat hoeft echter niet beperkt te worden tot slechts twee partijen. Zo kent de Brits-parlementaire vorm vier partijen, en zijn er ook debatvormen bekend met drie of zelfs zes partijen.

### De regels
De regels van het debat bepalen de uiterlijke vorm van het debat en daarmee de debatvorm. Het doel van de regels is te verzekeren dat er een goed debat plaatsvindt door onder andere te garanderen dat er sprake is van gelijkwaardige kansen en eerlijk spel.

### De jury
De onafhankelijke partij die beslist wie gewonnen heeft, bestaat meestal uit mensen die vroeger gedebatteerd hebben of nog steeds wedstrijddebatteren. Ze kan echter ook bestaan uit een publieksjury of bekende Nederlanders. De jury bestaand over het algemeen uit ervaren debaters die hoofdzakelijk op debattechnische criteria letten bij het geven van de uitslag, zoals het goed uitwerken van een argument, het afdoende reageren op andermans argument, het op de juiste wijze samenvatten van het debat, het goed definiëren van begrippen, het op juiste wijze en tijdig voldoen aan de rolverwachting, de juiste balans tussen constructieve, offensieve en defensieve argumentatie, et cetera. Tezamen toetsen ze dan wie van de partijen overtuigender is. Het gaat er bij het jureren van een debat dus niet om wie daadwerkelijk gelijk heeft, maar wie zo goed mogelijk heeft aangetoond dat hij gelijk heeft.

## Verschillende formats
In Nederland worden verschillende vormen van wedstrijddebatteren beoefend. De meest gebruikte zijn Amerikaans Parlementair (AP) en Brits Parlementair (BP). Ook bestaan er debatten in de zogeheten eloquentiastijl, waarbij presentatie en inspelen op emoties relatief belangrijker zijn.
Een debat volgens de AP-vorm wordt gehouden met twee teams van twee personen. Het debat bestaat in totaal uit zes beurten: voor elk team een opbouwende beurt, een verweerbeurt en een conclusiebeurt. In het Nederlandse wedstrijddebatteren komt deze debatvorm voor. Zo vond het Nederland kampioenschap plaats in deze vorm, maar is het NK nu al vele jaren achtereenvolgens in de BP stijl, die vooral internationaal erg populair is.
Een debat volgens de BP-vorm wordt gehouden met vier teams van twee personen. Twee teams zijn voor de stelling (eerste en tweede propositie geheten) en twee teams zijn tegen de stelling (eerste en tweede oppositie geheten). Het debat bestaat uit acht beurten: een opbouwende en een verweerbeurt voor zowel de eerste propositie als eerste oppositie en een extensiebeurt en een conclusiebeurt voor zowel de tweede propositie als tweede oppositie. Deze debatvorm is in het wedstrijddebatteren buiten Nederland erg populair: zowel het Europees kampioenschap voor universiteiten als het wereldkampioenschap voor universiteiten vinden plaats volgens deze vorm.
Het jaarlijkse Nederlandse kampioenschap Eloquentia hanteert de Eloquentia-vorm. Hierbij nemen twee sprekers het tegen elkaar op. Het debat bestaat uit zes beurten: voor elke spreker een opbouwende beurt, een verweerbeurt en een conclusiebeurt. Een andere vorm van debat die regelmatig voorkomt in programma's op televisie is de lagerhuisvorm. Bij deze vorm zijn veel minder vaste regels: deelnemers mogen vaak zelf kiezen welk standpunt ze verdedigen, spreektijden zijn niet formeel vastgelegd en debaters krijgen minder tijd om een argument uit te werken. Hoewel deze vorm waarschijnlijk voor het brede publiek het meest herkenbaar is, wordt deze in het Nederlandse wedstrijddebatteren weinig gebruikt. Deze vorm moet niet worden verward met de vorm die het Jongeren Lagerhuis hanteert.
Naast deze vormen van debat bestaan er nog vele andere (minder bekende) debatvormen. Een aantal voorbeelden zijn het beleidsdebat (een variatie op een AP-debat met een cross-examinationbeurt in plaats van conclusiebeurten), het triasdebat (waarbij naast voor- en tegenstandersteam ook een juryteam beoordeeld wordt) en de Australisch-Aziatische debatvorm (met drie debaters per team).
Er zijn grote en kleine verschillen tussen deze debatvormen. Zo richt Eloquentia zich op welsprekendheid en kijkt de jury dus meer naar de presentatie en uitvoering van het debat. De beide parlementaire vormen richten zich meer op de kwaliteit van de argumentatie in het debat.

## Regels
Een aantal regels gaat voor elke vorm van debat op. Deze regels zijn bedoeld om te zorgen dat het debat ordelijk en beschaafd verloopt. Zo zijn er gedragsregels, spelregels en rolverwachtingen in het debat.

### Gedragsregels
Welke regels er ook gehanteerd worden, de deelnemers mogen elkaar het debatteren niet onmogelijk mogen maken door hun gedrag. Over het algemeen gaan deze regels over gedragingen die men sowieso verwacht van beschaafde personen. Voorbeelden van gedragsregels zijn:
- Niet discrimineren of kwetsen op basis van geloofsovertuiging, sekse, ras, huidskleur, nationaliteit, seksuele voorkeur of handicaps.
- Niet naar willekeur interrumperen, door de speech van de andere spreker heen blijven praten, of door andere gedragingen het de andere spreker onmogelijk maken te spreken.

Elke jury zal bovenstaande gedragingen hard afstraffen en debaters leren dat een 'ad hominem' slechts zeer zelden positief werkt.  

### Spelregels
De spelregels vormen bij elkaar het spreekregime. De spelregels regelen wie wanneer dient te spreken, in welke volgorde sprekers dienen te spreken, hoelang ze mogen spreken en wanneer en hoe er geïnterrumpeerd mag worden. Omdat er verschillende debatvormen zijn, variëren de spelregels per vorm, maar toch zijn er altijd de universele principes te herkennen, zoals:
- Elke partij in het debat krijgt in het totaal evenveel spreektijd. (Behalve de jurerende partij bij bijvoorbeeld het triasdebat.)
- Sprekers dienen zo veel mogelijk de aan hen toegekende spreektijd vol te maken.
- Sprekers dienen zich strikt aan de aangegeven (spreek)tijd te houden.

### Rolverwachtingen
De rolverwachtingen geven weer wat inhoudelijk van elke spreker in het debat ten minimale wordt verwacht. Ze zijn er om ervoor te zorgen dat er een minimaal inhoudelijk niveau te garanderen. Alle betrokken sprekers weten dankzij de rolverwachting waar ze het ongeveer over moeten hebben. Rolverwachtingen verschillen ook per debatvorm, maar enkele universele regels zijn:
- De eerste spreker van de voorstanders dient de stelling te interpreteren en begrippen te definiëren.
- De eerste spreker van de tegenstanders is de enige die de door de eerste sprekers van de voorstanders gegeven interpretatie van de stelling, mag uitdagen en aanvallen.
- De verdere sprekers dienen de argumentatie van hun voorgangers te verdedigen tegen gedane aanvallen en eventueel met nieuwe argumentatie te komen.

## Toernooien
Wedstrijddebatteren kan worden beoefend op toernooien. In Nederland worden jaarlijks ongeveer tien toernooien georganiseerd (dit aantal fluctueert). Het Nederlands Kampioenschap Debatteren wordt gezien als het belangrijkste toernooi in Nederland. In 2018 vond het NK plaats te Tilburg. De organisatie van dit toernooi rouleert onder de grotere debatverenigingen. Bij debattoernooien in Nederland staat deelname voor iedereen open, dit in tegenstelling tot de meeste buitenlandse toernooien, waar alleen studenten aan mee mogen doen. Voorbeelden van Nederlandse debattoernooien zijn het Cicero Toernooi (Tilburg), Bonapartiaans Debattoernooi (Amsterdam) en Leiden Open.
Naast landelijke toernooien, die voor iedereen toegankelijk zijn, worden er jaarlijks een aantal debattoernooien voor specifieke doelgroepen georganiseerd. Voorbeelden van toernooien voor middelbare scholen zijn het NK Debatteren voor Middelbare Scholieren, het Europees Jeugd Parlement, het Groot Tilburgs Scholierendebat, ende VARA-competitie Op weg naar het Lagerhuis.

## Verenigingen
In Nederland bestaan diverse (studenten)debatverenigingen. Leden van deze verenigingen komen meestal wekelijks, soms maandelijks bijeen om met elkaar te debatteren en leden gaan vaak samen naar debattoernooien en hebben sociale debattoernooien. Ook organiseren een aantal grotere verenigingen jaarlijks toernooien. 
| Vereniging                 | Stad       |
| -------------------------- | ---------- |
| ASDV Bonaparte             | Amsterdam  |
| Dé Nederlandse Debatclub   | Amsterdam  |
| ESDA Chronos               | Eindhoven  |
| Erasmus Debating Society   | Rotterdam  |
| GDS Kalliope               | Groningen  |
| Leiden Debating Union      | Leiden     |
| NSDV Trivium               | Nijmegen   |
| Rhetorica Debating Society | Maastricht |
| Roosevelt Debating Society | Middelburg |
| TDV Cicero                 | Tilburg    |
| TU Delft Debating Society  | Delft      |
| Utrecht Debating Society   | Utrecht    |